# Турианцы
Турианцы (англ. Turian) — вымышленный внеземной разумный вид, представленный во вселенной медиафраншизы Mass Effect. Это воинственная и милитаризованная раса, вступившая в первый контакт с вышедшим в космос человечеством. Между людьми и турианцами вспыхнула война, остановленная советом Цитадели. В итоге это вылилось в напряженные отношения между турианцами и людьми. Турианцы представляют собой гуманоидный вид с внешним экзоскелетом.
Турианцы играют одну из самых важных ролей во вселенной Mass Effect, они крайне популярны среди фанатов франшизы, по ним создают множество фанатских артов. Самые известные представители расы — Гаррус Вакариан, Сарен Артериус и Ветра Никс. Гаррус является самым популярным романтическим интересом у женских игроков Mass Effect.

## Концепция и дизайн
Изначально разработчики хотели создать инопланетный вид, внешне похожий на птиц и выделяющийся своим милитаризмом и враждебностью. Источником вдохновения выступила в том числе вымышленная воинственная птичья раса Йехат из Star Control II. Так как изначально турианцы задумывались как вражеский вид, это должно было находить отражение в их облике. Их наделили экзоскелетом, изначально турианцы даже должны были ходить без одежды и обладали менее человеческими пропорциями тела, например, имели широкую талию и длинные руки. Однако у разработчиков не было средств на проработку отдельных анимаций для турианцев, поэтому их наделили более человеческими пропорциями и в итоге одели в одежду. Из-за ограниченных бюджетных средств было решено показать только турианцев мужского пола, помимо прочего, в ранних играх турианцы были представлены лишь несколькими моделями, которые различались татуировками на лице. На этом фоне выделялся визуальный вид злодея Сарена Артериуса, созданный отдельно от стандартных моделей турианцев и имеющий другую форму гребней. В итоге это стало объясняться тем, что Сарен — представитель другой расы среди турианцев. Гаррус Вакариан создан на основе стандартной модели турианца, в следующих играх он получил шрам на лице, чтобы придать персонажу индивидуальность.
В ранних играх Mass Effect отсутствовали женские персонажи, так как разработчики не могли определиться с дизайном ввиду того, что турианцы задумывались как персонажи с нечеловеческой и угрожающей внешностью. Дерек Уоттс, арт-директор, объяснял проблему тем, что турианец с грудью и губной помадой выглядел бы странно, поэтому разработчики старались избегать этой темы. Тем не менее, на введении первого женского персонажа настояла сценаристка Энн Лемей. Ей стала Найрин Кандрос из DLC «Омега»,. По изначальной задумке вместо Найрин в дополнении должна была быть азари, не имеющая отношения к Арии Т’Лоак. Дизайнеры проработали дизайн женской версии, сделав её отличной от мужской в рамках полового диморфизма, например, изменив некоторые черты в пропорциях тела и форму гребней с экзоскелетом. Ветра Никс, представленная в Mass Effect: Andromeda, является одной из главных героинь.
Разработчики не ожидали, что Гаррус Вакариан вызовет массовый интерес у женских игроков, и в итоге прописали возможность романтических отношений с ним в Mass Effect 2. Создатели признались, что не ожидали такого развития событий, учитывая слишком явные физиологические отличия турианцев и людей, но списали это на то, что сценаристы крайне удачно прописали Гарруса как личность.

## Описание

### Биология
Турианцы — это разумный гуманоидный вид, обладающий необычной внешностью ввиду того, что их тело покрыто экзоскелетом. Внешне они отдалённо напоминают птиц или рептилий. Это обусловлено тем, что их родная планета Палавен страдает от высокого уровня солнечной радиации. По этой причине турианцы и другие формы жизни Палавена выработали естественную защиту от излучения; все животные и растения на планете покрыты экзоскелетом с высоким содержанием металла, поэтому пейзажи Палавена наполнены серебристыми оттенками. У турианцев есть выраженный половой диморфизм, женщины меньше в размере и более грациозны, у них также другая форма гребней на голове. Биохимия турианцев, как и у кварианцев, основана на D-аминокислотах — белках с зеркальной конфигурацией. По этой причине турианцы не могут употреблять человеческую пищу и наоборот, так как в лучшем случае она не усвоится, в худшем — вызовет сильную аллергическую реакцию. Также турианцы испытывают трудности при вступлении в сексуальные отношения с другими инопланетными видами из-за обмена биологическими жидкостями.

### Культура
Культура турианцев создавалась по образу древнеримской, сочетая черты эгалитаризма и крайнего милитаризма с чувством превосходства. Для турианцев свойственна отличная организованность, верность традициям и иерархическая меритократия — каждый житель Палавена наделён определённым рангом, повышающимся по мере продвижения в военной службе, фактически обязательной для каждого турианца. Она определяет его статус в обществе и возможность войти в класс правителей. Сама турианская иерархия могущественна, стабильна и непримирима против любых угроз. Каждый член Совета Иерархов, известный как примарх, командует целым звёздным скоплением. Экономика у турианцев крупнее, чем человеческая, но уступает азари, также они плотно сотрудничают с волусами.
Следуя военному кодексу поведения, турианцы известны среди остальных разумных видов за свою дисциплинированность, жестокость и прямолинейность. Многие турианцы помечают свои лица татуировками, означающими принадлежность их к родной колонии и клану, как дань ушедшей эпохи внутривидовых гражданских войн. Турианцы обладают крупнейшим флотом среди всех видов Млечного Пути и имеют крупнейшую и самую грозную армию. Они часто играют роль полицейских, хранителей и миротворцев. Также турианцы известны как превосходные инженеры и дизайнеры. Многие космические корабли, используемые другими видами, были спроектированы турианцами.
Турианцы играли ключевую роль в последних межзвёздных конфликтах, например, подавив восстание кроганов и применив против них биологическое оружие, изобретённое саларианцами, которое не позволяет кроганам заводить потомство. Также турианцы начали войну против человечества из-за недопониманий при первом контакте, когда люди впервые вышли в космос. Тогда вспыхнувший и так же быстро завершённый конфликт в итоге люди прозвали «Войной Первого Контакта», а турианцы — «Инцидентом Ретранслятора 314». Хотя совет Цитадели вынудил обе стороны пойти на перемирие, между турианцами и людьми в итоге образовалось напряжённое отношение на следующие десятилетия.

## Восприятие

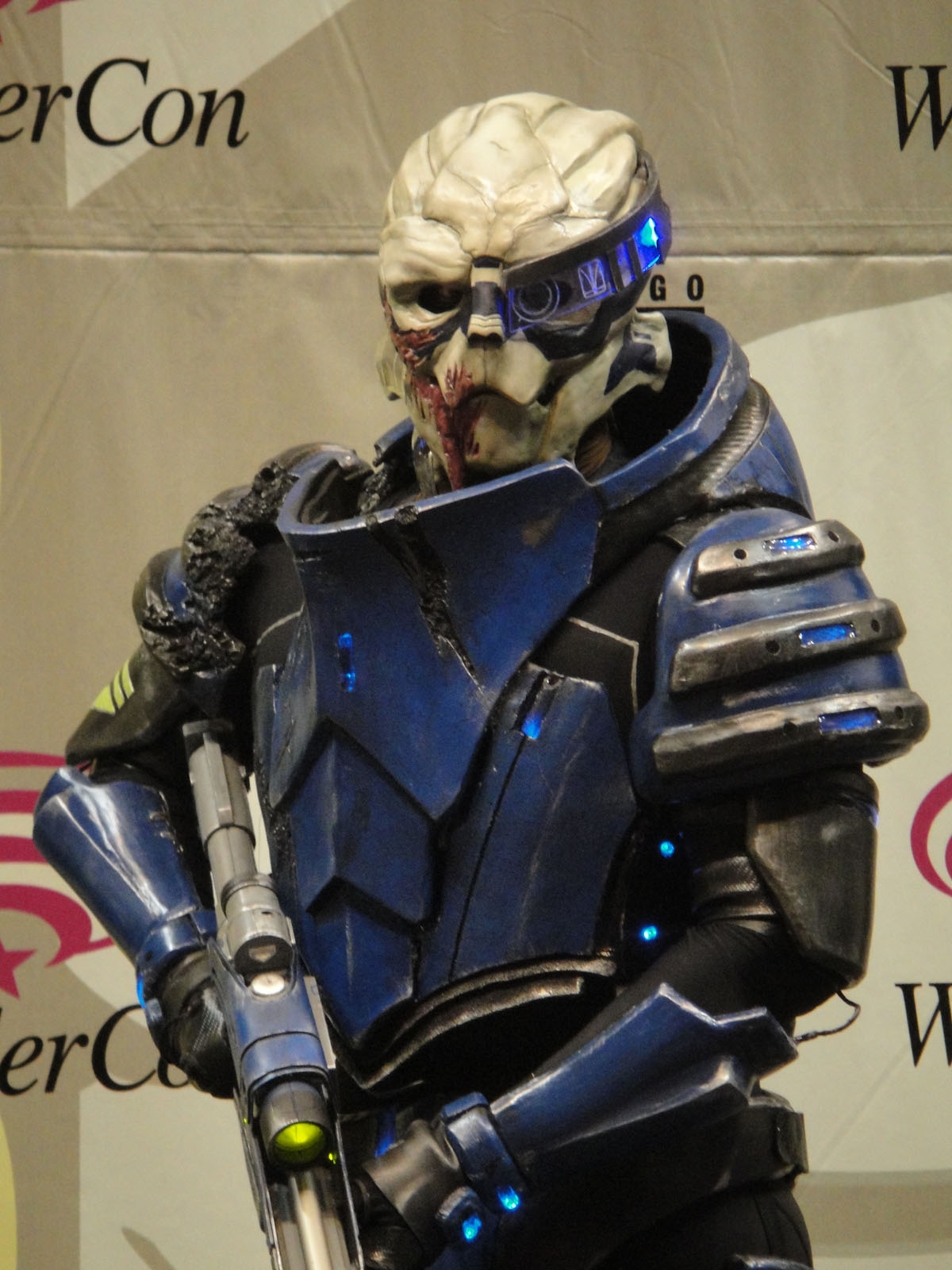
Косплей Гарруса Вакариана

Турианцы стали одними из самых популярных персонажей среди поклонников вселенной Mass Effect, популярным костюмом для косплея и предметом многочисленных фан-артов. Представитель вида Сарен Артериус стал известен как один из лучших отрицательных персонажей, попадая в рейтинги лучших злодеев в видеоиграх. Другой самый известный турианец — Гаррус Вакариан — является самым популярным романтическим интересом у женских игроков Mass Effect. Игровые журналисты признавали этот союз одним из самых странных, но и лучших в истории компьютерных игр. Роман главной героини Шепард и Гарруса в том числе вызывал и научный интерес как явный пример ксенофилии — романтического и сексуального влечения к нечеловеческому разумному созданию, чьи внешние качества идут вразрез с человеческими представлениями об идеале красоты. Проще говоря, это влечение к чему-то чуждому и экзотическому. Турианцев отдельно хвалили за «реалистичность»: учитывая особенность их биологии и условий жизни на родной планете, их существование в теории возможно. Тем не менее, турианцы по-прежнему внешне напоминают земных позвоночных животных, что также в теории возможно, учитывая конвергентную эволюцию, но крайне маловероятно.
Основным предметом отрицательной критики долгое время выступало отсутствие изображения турианок, учитывая, что турианцы — один из самых многочисленных видов в играх. Это явление в целом отражало проблему репрезентации женщин в научной фантастике, где зачастую инопланетные не сексуализированные виды представлены лишь мужскими персонажами без объяснения каких-либо причин. Тем более сюжет в Mass Effect сам не давал этому объяснение, например, представленность одним полом, как у азари, или существование некой жёсткой половой иерархии среди турианцев, как, например, у кроганов. Учитывая важную роль турианцев во вселенной Mass Effect и развитость их общества, долгое отсутствие турианок в играх стало важным упущением в репрезентации женщин в Mass Effect с подтекстом того, что женщины в этой вселенной — это люди и азари. Введение первой турианки в Mass Effect 3 получило положительные отзывы, но и вызвало критику относительно её внешности: критики углядели в ней попытку подогнать внешность турианки под человеческий женский идеал, например, форма её груди имитирует молочные железы, хотя турианцы не имеют никакого отношения к млекопитающим.